# Маскоґі (округ, Джорджія)
Шаблон:StateAbbr_ 32°31′ пн. ш. 84°52′ зх. д. / 32.51° пн. ш. 84.87° зх. д.
Округ Маскогі (англ. Muscogee County) — округ (графство) у штаті Джорджія, США. Ідентифікатор округу 13215.

## Історія
Округ утворений 1825 року.

## Демографія
За даними перепису
2000 року
загальне населення округу становило 186291 осіб, зокрема міського населення було 181632, а сільського — 4659.
Серед мешканців округу чоловіків було 90617, а жінок — 95674. В окрузі було 69819 домогосподарств, 47678 родин, які мешкали в 76182 будинках.
Середній розмір родини становив 3,08.
Віковий розподіл населення поданий у таблиці:
| Стать    | До 15 років | 15-21 | 22-29 | 30-39 | 40-49 | 50-65 | 65-85 | Понад 85 |
| -------- | ----------- | ----- | ----- | ----- | ----- | ----- | ----- | -------- |
| Чоловіки | 21064       | 12240 | 12273 | 13225 | 12728 | 11054 | 7490  | 543      |
| Жінки    | 20494       | 9530  | 10869 | 13740 | 14010 | 13247 | 11931 | 1853     |

## Суміжні округи
- Гарріс — північ
- Телбот — північний схід
- Чаттагучі — південь
- Расселл, Алабама — південний захід
- Лі, Алабама — захід

## Виноски
1. ↑  U.S. Decennial Census. United States Census Bureau. Архів оригіналу за 4 квітня 2018. Процитовано 24 червня 2014.
2. ↑  Historical Census Browser. University of Virginia Library. Архів оригіналу за 11 серпня 2012. Процитовано 24 червня 2014.
3. ↑  Population of Counties by Decennial Census: 1900 to 1990. United States Census Bureau. Архів оригіналу за 2 лютого 2019. Процитовано 24 червня 2014.
4. ↑  Census 2000 PHC-T-4. Ranking Tables for Counties: 1990 and 2000 (PDF). United States Census Bureau. Архів оригіналу (PDF) за 18 грудня 2014. Процитовано 24 червня 2014.
5. ↑  State & County QuickFacts. United States Census Bureau. Архів оригіналу за 3 липня 2011. Процитовано 24 червня 2014.(англ.) Наведено за англійською вікіпедією.
6. ↑  American FactFinder. Бюро перепису населення США. Архів оригіналу за 26 лютого 2012. Процитовано 31 січня 2008.

| США | Це незавершена стаття з географії США. Ви можете допомогти проєкту, виправивши або дописавши її. |